# Швейд, Элиэзер
Элиэзер Швейд (7 сентября 1929, Иерусалим — 18 января 2022, Иерусалим) — израильский учёный, писатель и профессор еврейской философии в Еврейском университете в Иерусалиме. Он также был сотрудником Иерусалимского центра по связям с общественностью. Швейд умер 18 января 2022 года в возрасте 92 лет.

## Награды
В 1994 году Швейд был удостоен премии Израиля в области еврейской мысли.

## Опубликованные работы
- Jewish Identity in Modern Israel: Proceedings on Secular Judaism and Democracy
- The Jewish Experience of Time (2000)
- Wrestling Until Day-Break: Searching for Meaning in the Thinking on the Holocaust (1994)
- Democracy and Halakhah (1994)
- The Land of Israel: National Home Or Land of Destiny (1985, с Deborah Greniman)
- Judaism and Mysticism According to Gershom Scholem: A Critical Analysis and Programmatic Discussion (1985)
- The Classic Jewish Philosophers: From Saadia Through the Renaissance (Supplements to the Journal of Jewish Thought and Philosophy) (2008, Leonard Levin)